# کاترین بلخوجه
کاترین بلخوجه (انگلیسی: Catherine Belkhodja؛ زادهٔ ۱۵ آوریل ۱۹۵۵) هنرمند، بازیگر و کارگردان فیلم اهل فرانسه است.
از فیلم‌ها یا برنامه‌های تلویزیونی که وی در آن نقش داشته‌است می‌توان به سیاه و سفید اشاره کرد.

### اوایل زندگی
بلخوجه در ۱۵ آوریل ۱۹۵۵ در پاریس، فرانسه از پدری الجزایری و مادری فرانسوی به دنیا آمد.
او در الجزیره زندگی و تحصیل کرد و در آنجا اولین داستان کوتاه خود را نوشت. او تحصیلات خود را در تئاتر، موسیقی و هنرهای زیبا ادامه داد، اولین گام‌های خود را در سینما برداشت و برای خواندن معماری، فلسفه، شهرسازی و قوم‌شناسی مغرب عازم پاریس شد.
او در رشته فلسفه فارغ‌التحصیل شد و به عنوان معلم امرار معاش کرد، سپس به خواندن معماری، تخصص در بیوکلیماتیک و کار در بخش برنامه‌ریزی شهری در پاریس پرداخت. او بعداً در دانشگاه سوربن با اولیور روو دالونز زیبایی‌شناسی را آموخت و سپس برای ادامه تحصیل در معماری خورشیدی به بلژیک رفت و سپس به مصر رفت تا با حسن فتحی در زمینه معماری زمین کار کند.

### حرفه
فعالیت‌های بلخوجه از سینما و تلویزیون گرفته تا هنر مفهومی و همچنین روزنامه‌نگاری، فلسفه و نویسندگی را شامل می‌شود.

#### سینما
در بازگشت از مصر به پاریس، در آکادمی هنرهای دراماتیک پاریس ثبت نام کرد و اولین گام‌های خود را در سینما زیر نظر کلر دورس در «Noir et Blanc» (سیاه و سفید) و گای ژیل در «Nuit Docile» (شب مطیع)، ژان پیر لیموزین در "L'autre nuit" (شب دیگر) و بنوا پیترز در "Le compte-rendu" (گزارش) برداشت. او شخصیت اصلی فیلم خاموش کریس مارکر و مستند سطح پنج بود.

#### تلویزیون
بلخجا در تعدادی از برنامه‌های تلویزیونی مانند Moi-je، Mosaïque، Envoyé spécial , Des racines et des ailes , Faut pas rêver , Océaniques همکاری داشته‌است.

#### نویسندگی
بلخجا اولین مقالات روزنامه خود را در Le Sauvage و Sans Frontières منتشر کرد و اولین فیلمنامه خود را در بازگشت از مصر نوشت.